# Arroyo Riachuelo
Der Arroyo Riachuelo ist ein auf dem Gebiet des Departamentos Colonia im Süden Uruguays gelegener kleiner Flusslauf.
Der linksseitige Nebenfluss des Río de la Plata entspringt südlich von Tarariras nahe der Ruta 22 auf einer Höhe von etwa 150 Metern über dem Meeresspiegel. Auf seinem Weg bis zur Mündung wird er neben zahlreichen kleineren Wasserläufen vom rechtsseitigen Zufluss Arroyo Quintón gespeist. Er unterquert die Ruta 1 und mündet schließlich einen Kilometer östlich des Flughafens Laguna de los Patos und östlich von Punta Anostura in den Río de la Plata.